# حمد بن هادي المسردي
حمد بن هادي المسردي القحطاني (ولد في مدينة جاش عام 1365هـ/ 1945م - توفي 17 مارس 1992م) شاعر نظم ومحاورة سعودي.

## نشأته
ولد وعاش طفولته في مدينة جاش، وتوفي والده وهو في صغره، ولكن أخوه الكبير حمد عوضه ذلك كله على الرغم من فقدانه نعمة البصر، وبقي مع أخيه يرعاه حتى بلغ السابعة عشر من عمره.

## بداية كتابة الشعر
بدأ في كتابة الشعر في الثامنة من عمره، وقيل في العاشرة وأول بيتين كتبهما في حياته كانا:
سرحوني في الغنم عشر وثماني 
وثامن الفرقة طفيل يرضعونه
وبعد ذلك كتب العديد من القصائد إلى أن وصل إلى القصيدة الحلم القصيدة المعجزة كما قال عنها شاعرنا الكبير خلف بن هذال وغيره، وهذه القصيدة الموسوعة باسم قصيدة (الطيارة) انتشرت بين الناس لتفردها، وقد أرسلها الشاعر حمد هادي للشاعر مهدي بن عشيمان الحبابي وهو من  شعراء الكويت في ذلك الوقت، وكانت مناسبة إرسالها أن الشاعر مهدي الحبابي كان يسأل عن الشعراء الموجودين في أبو ظبي فقام حمد هادي بنظم قصيدة الطيارة.

## التحاقه بالمدرسة
قرر الالتحاق بالمدارس رغبة في العلم والتزود بالمعرفة ومعرفة ماهية هذه الدنيا، ماذا تبطن؟ ماذا تخبئ في جنباتها؟ فالتحق بمدرسة في مدينة تثليث، لعدم وجود مدرسة في قريته (جاش)، وحصل على شهادة الكفاءة المتوسطة ـ ثالث متوسط ـ ولم يكمل تعليمه.

## انتقاله إلى الإمارات وقطر

### رحلته الأولى
انتقل إلى دولة الإمارات وبقي فيها حوالي ثماني سنوات من حياته، وخاض في تلك الفترة أقوى وأشرس المحاورات مع عدد من الشعراء منهم : بن عشيمان والحبابي، وتفوق في مجال المحاورة، وعندما بلغ الثلاثين من العمر كتب قصيدة في الشيخ زايد وكانت باللهجة الإماراتية:
وقد سمعها الشيخ زايد وكافأه عليها، وكتب فيه قصيدة أخرى باللغة العربية الفصحى ومنها:
وبعد هذه السنوات من العيش في الإمارات وانتقل إلى مكان أخر.

### رحلته الثانية
وصل إلى قطر ومكث فيها قرابة السنوات الثلاث، ثم عاد إلى وطنه يسبقه حنينه وشوقه إلى الأرض التي نشأ عليها وترعرع فيها.
قيل لـه ذات جلسة: امدح أحد التجار فهو سيجزل لك العطاء على مدحك له فرفض وانشد:
ولكن عندما يكون المدح لمن يستحقه فان حمد هادي لا يتردد في ذلك، يقول في مدح  مناحي بن شبيب المسردي:

## زواجه
تزوج مرة واحدة واحدة فقط ولم ينجب، وبعدها طلق زوجته وبقي أعزباً حتى وفاته.

## وفاته
توفي يوم الجمعة 17 مارس 1992م / 13 رمضان 1412هـ في الثقبة في مدينة الخبر إثر أزمة قلبية.